# 金属硫蛋白

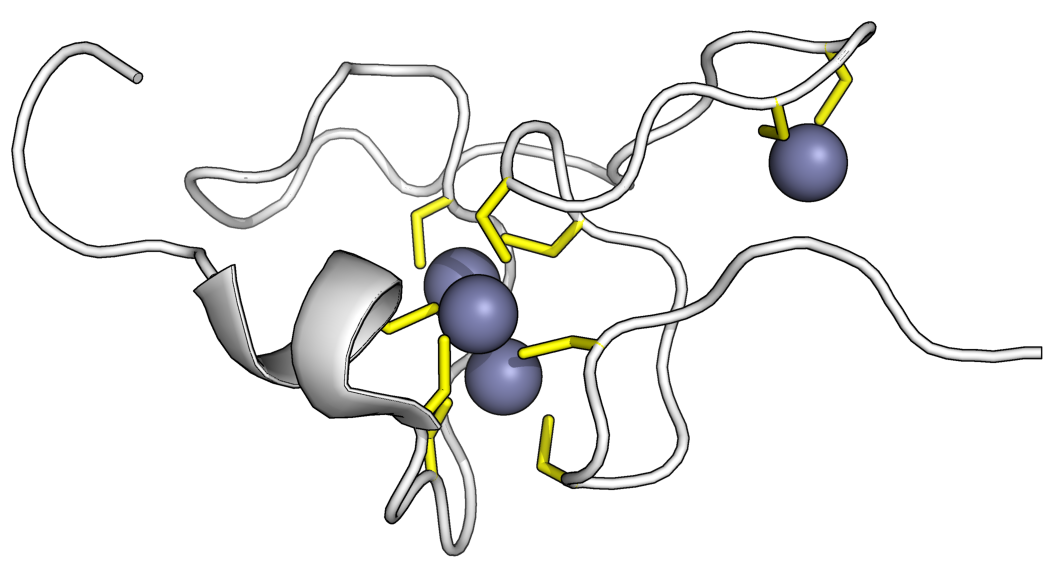
金属硫蛋白的飄帶圖。圖中黃色是半胱胺酸，紫色是鋅離子。

金属硫蛋白（Metallothionein，MT）是一种富含半胱氨酸、低分子量的（分子量范围在500至14000Da之间）蛋白质家族。根据物种种类被分为15个家族。它们广泛存在于生物界中，包括脊椎动物、无脊椎动物、原生动物、植物和微生物，并且其构成氨基酸残基中近30%为半胱氨酸。
第一种金属硫蛋白是1957年从马肾皮质中分离纯化出的一种镉结合蛋白（Cd-MT）。
金属硫蛋白具有高度保守性，是一种可诱导的胞内蛋白质，并且具有较高的金属元素亲和力。其功能主要涉及金属的动态平衡和解毒、清除活性氧、储存必需金属元素以及参与细胞周期的调节。